# Bacchisa pouangpethi
Bacchisa pouangpethi là một loài bọ cánh cứng trong họ Cerambycidae.